# Wast Water
Wast Water o Wastwater (/wɒst wɔːtər/) è un lago situato a Wasdale, una valle nella parte occidentale del Lake District National Park, in Inghilterra. Il lago è lungo quasi 4,8 km e largo 500 metri. È un lago glaciale, formato in una valle glaciale molto profonda. È il lago più profondo d'Inghilterra con una profondità massima di 79 metri. La superficie del lago è a circa 60 metri sul livello del mare, mentre il suo fondale è a 19 metri sotto il livello del mare. È di proprietà del National Trust.

## Dintorni
L'imboccatura della Wasdale Valley è circondata da alcune delle montagne più alte d'Inghilterra, tra cui Scafell Pike, Great Gable e Lingmell. I ripidi pendii sul lato sud-orientale del lago, che portano alle cime di Whin Rigg e Illgill Head, sono conosciuti come "Wastwater Screes" o su alcune mappe come "The Screes". Questi ghiaioni si sono formati a causa dell'erosione del ghiaccio e degli agenti atmosferici sulle rocce del gruppo vulcanico Borrowdale, che formano le colline a est del lago, verso Eskdale. Sono alte circa 600 metri, dalla base alla cima, e la loro base è a circa 60 metri sotto la superficie del lago.
Un sentiero percorre tutta la lunghezza del lago, attraverso i massi e il ghiaione alla base del versante scosceso. Sul lato nord-occidentale ci sono le scogliere di Buckbarrow (una parte di Seatallan) e la forma a barca rovesciata di Yewbarrow. Wast Water è la sorgente del fiume Irt che sfocia nel Mare d'Irlanda vicino a Ravenglass.
Sia il lago che i Wasdale Screes sono protetti come siti di interesse scientifico speciale e secondo il diritto dell'Unione europea come aree speciali di conservazione.

## Origine e pronuncia del nome
"Wastwater" deriva da "Wasdale" più "acqua" in inglese. "'Lago Wasdale' o 'il lago di Vatnsá, fiume del lago'. Il nome attuale contiene piuttosto curiosamente i riflessi sia dell'antico norreno 'vatn' 'acqua', 'lago', sia dell'antico inglese 'wæter' 'acqua', con il significato di 'lago' probabilmente influenzato dall'antico norreno 'vatn'.
Il lago è chiamato "Wast Water" sulle mappe di Ordnance Survey, ma l'ortografia "Wastwater" è usata con la stessa frequenza, anche dal suo proprietario, il National Trust, insieme al Cumbria Tourist Board e all'Autorità del Parco Nazionale del Distretto dei Laghi.

## Punti di interesse

### La signora del lago
Nel 1976, The Wasdale Lady in the Lake, Margaret Hogg, fu uccisa dal marito e il suo corpo fu gettato nel lago. Venne ritrovata dopo otto anni, con il corpo conservato come cera per la mancanza di ossigeno nell'acqua.

### Gnomi sott'acqua
Nel febbraio 2005 è stato segnalato che era stato collocato nel lago un "giardino degli gnomi", completo di staccionata, come punto di interesse da esplorare per i subacquei. È stato rimosso dal fondo del Wastwater dopo che tre subacquei sono morti alla fine degli anni 1990. Si pensa che questi subacquei avessero trascorso troppo tempo in profondità alla ricerca di ornamenti. I sommozzatori della polizia hanno riportano una voce secondo cui il giardino era stato spostato a una profondità oltre a quella a cui era consentito immergersi.
PC Kenny McMahon, un membro della North West Police Underwater Search Unit, disse: 
(Portavoce della polizia.)

### Estrazione dell'acqua
L'acqua fu pompata per la prima volta dal lago durante la seconda guerra mondiale per rifornire la Royal Ordnance Factory di Drigg. Oggi viene pompata al vicino impianto nucleare di Sellafield come approvvigionamento idrico industriale. La Nuclear Decommissioning Authority è autorizzata ad estrarre dal lago un massimo di 18000 m³ al giorno da utilizzare su quel sito.

### Vista preferita
Il 9 settembre 2007, il Wast Water è stato designato vincitore in una votazione per determinare "la vista preferita della Gran Bretagna" dagli spettatori di ITV.

### Galleria d'immagini

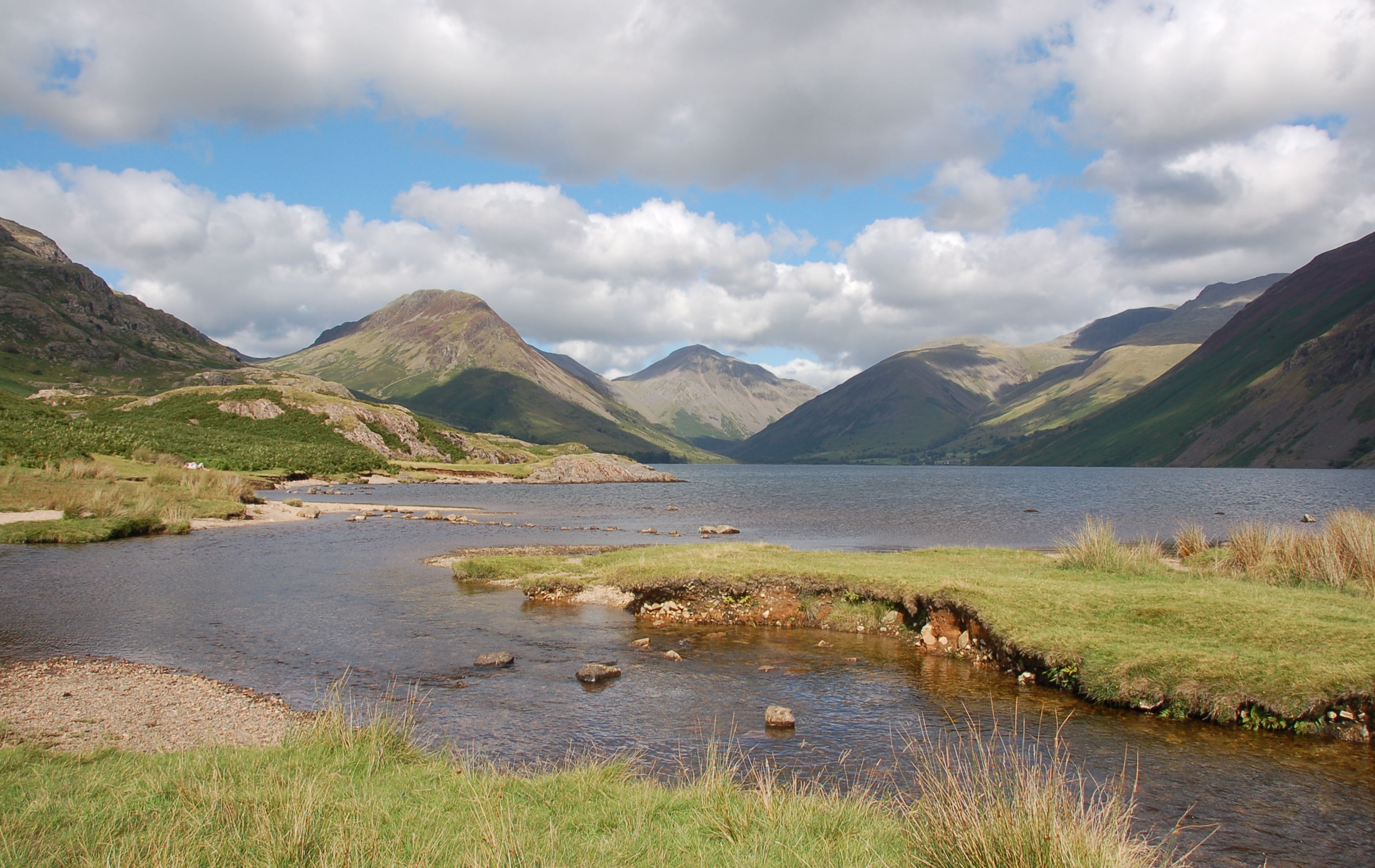
Wasdale dalle rive di Wastwater. Yewbarrow è a sinistra, Great Gable al centro e la catena dello Scafell a destra.
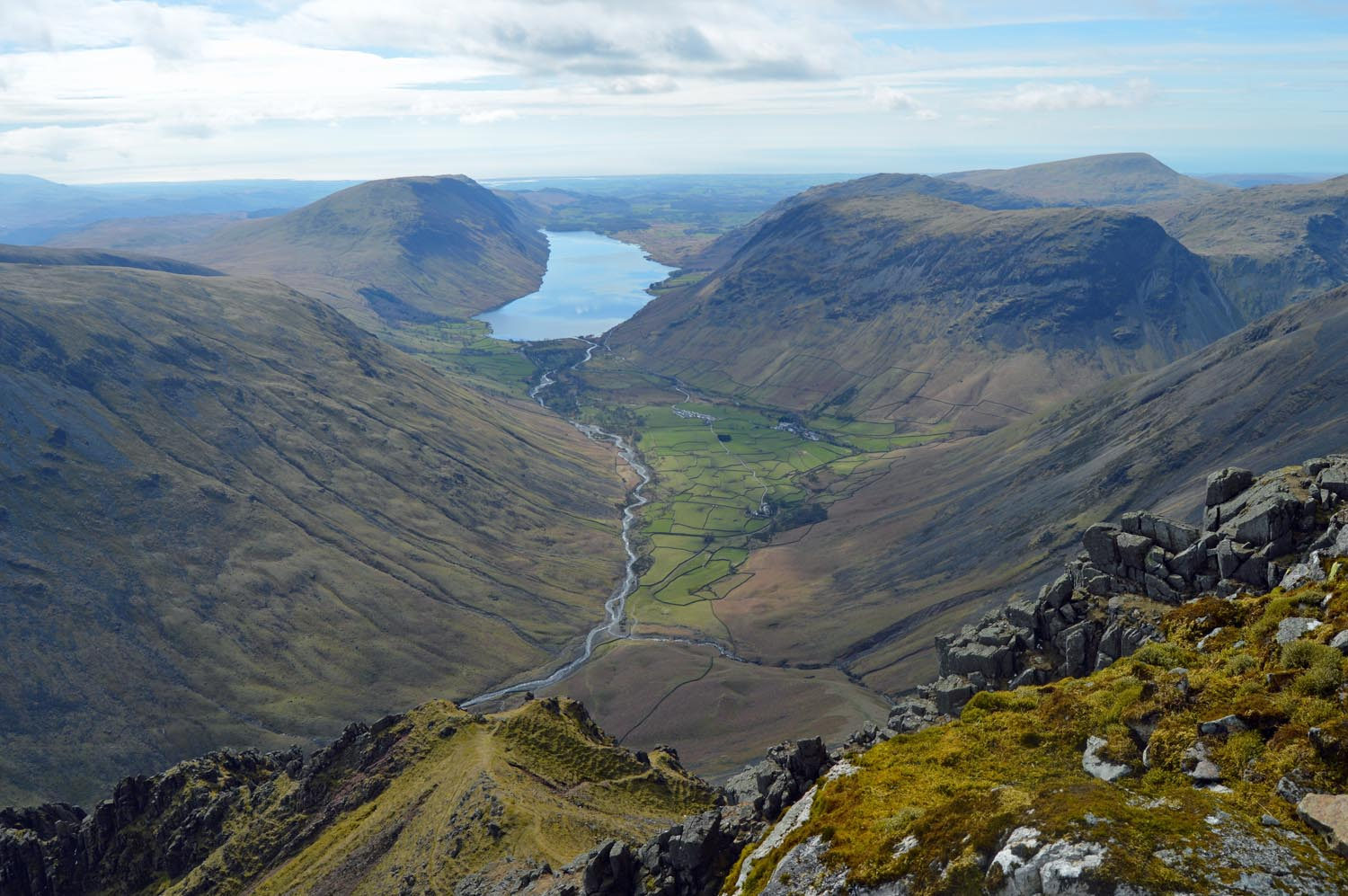
La vista dal tumulo dei Westmorland Brothers a sud-ovest della vetta del Great Gable col Wastwater in lontananza.
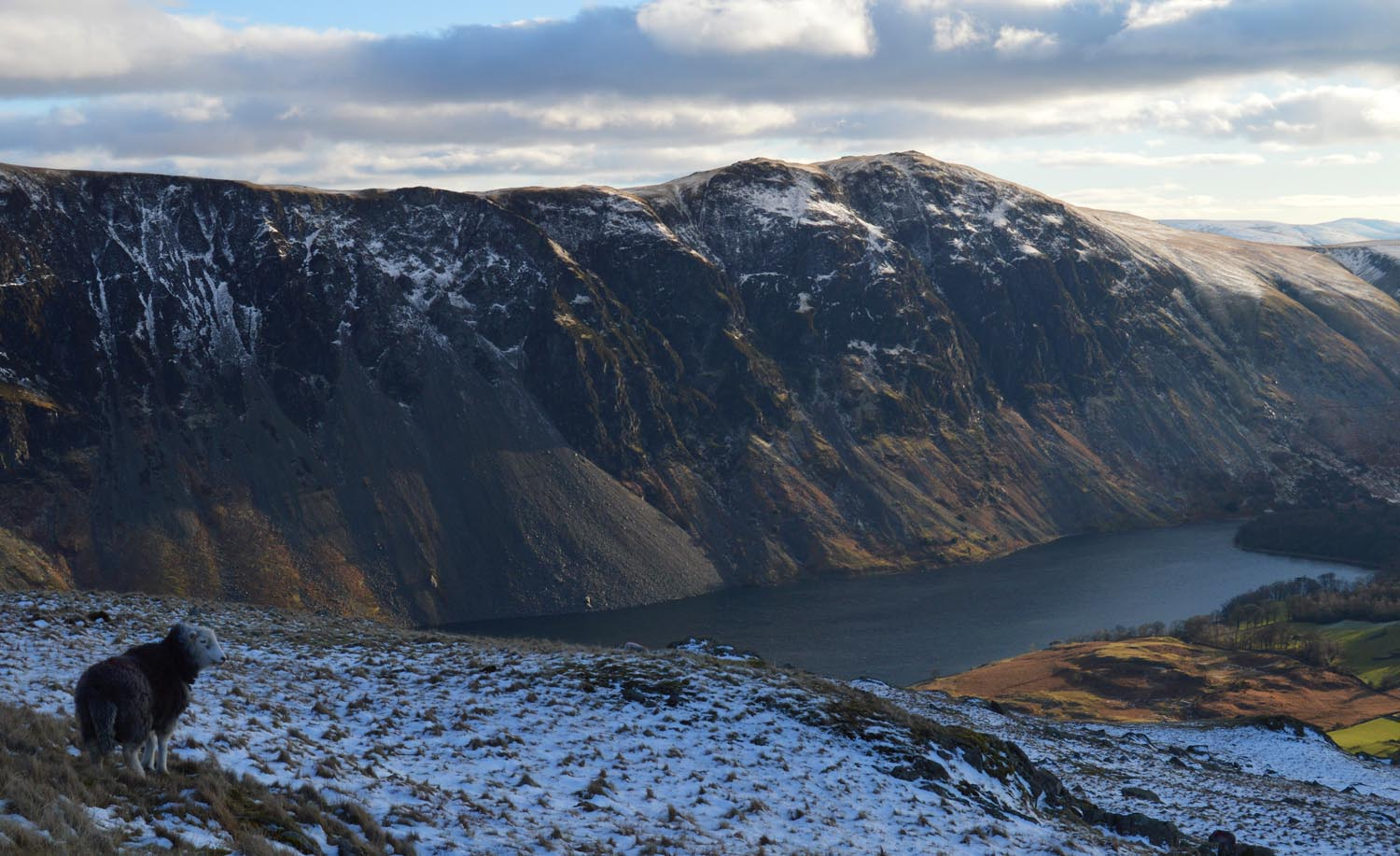
Illgill Head col Wastwater ai suoi piedi.
Wastwater guardando verso Wasdale Head

## Affluenti
In senso orario dal fiume Irt
- Countess Beck
- Smithy Beck
- Goat Gill
- Nether Beck
- Over Beck
- Mosedale Beck
- Lingmell Beck
- Hollow Gill
- Straighthead Gill

## In letteratura
Nel libro Goodbye, Mr. Chips, il signor Chipping incontra sua moglie a Wasdale Head.